# マテオ・レテギ
マテオ・レテギ（Mateo Retegui、1999年4月29日 - ）は、アルゼンチン・サン・フェルナンド出身のサッカー選手。サウジ・プロリーグ・アル・カーディシーヤFC所属。イタリア代表。ポジションはFW。

## クラブ経歴
父親のカルロス・レテギは、アルゼンチンホッケー代表の選手として3度のオリンピックに出場し、その後は監督としてリオオリンピックでは金メダルを獲得したこともある人物であったことから、16歳まではホッケーチームのユース代表であった。
CAリーベル・プレートのユースチームを経て、2018年にボカ・ジュニアーズでプロデビューを果たした。以降ボカからのレンタルの形でエストゥディアンテス・デ・ラ・プラタ、CAタジェレス、CAティグレに貸し出された。ティグレでプレイした2022年度のプリメーラ・ディビシオンでは19ゴールを挙げ、リーグ得点王のタイトルを得た。
2023-24シーズンから、セリエAに昇格したジェノアへ2028年までの5年契約で加入し、イタリアへ渡った。コッパ・イタリア1回戦のモデナ戦でデビュー、移籍後公式戦初得点と２点目を決める活躍を見せた。8月27日、ラツィオ戦でセリエA初得点を挙げた。
2024年8月8日、ジャンルカ・スカマッカが負傷により長期離脱を余儀なくされたアタランタBCへの完全移籍加入が発表された。beIN Sportsによれば4年契約で移籍金は2800万ユーロとされている。レテギは2024-25シーズンのセリエAで25ゴールを記録して得点王に輝いた。
2025年7月21日、サウジアラビアのアル・カーディシーヤFCに移籍し、4年契約を結んだ。ガゼッタ・デロ・スポルトによればアタランタには移籍金として6800万ユーロが支払われ、レテギは年俸1600万ユーロに加えて出来高ボーナス400万ユーロを受け取るとのことである。

## 代表経歴
2023年3月、母方の祖父はイタリアの出身でイタリア代表入りを選択する権利を持っていたことから、ロベルト・マンチーニ監督（当時）によりUEFA EURO 2024予選を戦うイタリア代表にサプライズ召集された。デビュー戦となった3月23日のイングランド戦でいきなり先発起用され、初ゴールも決めると、代表デビュー第2戦目、3月26日のマルタ戦でも2試合連続となるゴールを挙げた。UEFA EURO 2024のメンバーにも選出されている。

## タイトル

### クラブ
ボカ・ジュニアーズ
- プリメーラ・ディビシオン：2017-18

### 個人
- プリメーラ・ディビシオン得点王：2022（19ゴール）
- セリエA得点王：2024-25（25ゴール）